# صموئيل هندرسون (سياسي)
صموئيل هندرسون (بالإنجليزية: Samuel Henderson)‏ هو سياسي أمريكي، ولد في 1800، وتوفي في 1883. نشط حزبياً في حزب اليمين.